# Paul Schobelt
Paul Schobelt, auch Schobolt, Schobell oder Schobel (* 9. März 1838 in Magdeburg, Provinz Sachsen; † 3. Mai 1893 in Breslau, Provinz Schlesien), war ein deutscher Historien- und Porträtmaler der Düsseldorfer Schule sowie Lehrer der Kunstschule in Breslau.

## Leben
Nach dem Besuch des Pädagogiums zum Kloster Unser Lieben Frauen studierte Schobelt von 1856 bis 1858 Malerei an der Kunstakademie Düsseldorf. Dort waren Heinrich Mücke und Christian Köhler seine wichtigsten Lehrer. Zur weiteren Ausbildung ging er nach Brüssel, nach Paris (1859/60) sowie nach Berlin, wo ihn Julius Schrader unterwies. Mit dem Reisestipendium der Berliner Akademie kam er 1863 nach Rom. In der Ewigen Stadt freundete er sich mit dem Landschaftsmaler Johannes Graf an. Mit kurzer Unterbrechung lebte er dort bis 1868, dann wieder ab 1874. Er beteiligte sich an den Ausstellungen der deutschen Künstlerschaft, die diese im April 1879 und April 1881 in Rom veranstaltete.
Die Berliner Nationalgalerie bestellte bei Schobelt ein Werk zur Ausstattung ihres Treppenhauses. Unter dem Titel Venus und Bellona wurde es 1879 fertiggestellt und ausgeliefert. 1894 wurden zusätzlich vorbereitende Studien, mehrere Zeichnungen und ein Aquarell angekauft (heute Kupferstichkabinett Berlin). Im selben Jahr wurde das Monumentalgemälde als „Produkt eines Eklektizismus aus italienischen Cinquecentisten“ kritisiert. Schließlich wurde es 1937 im Zuge einer Umgestaltung des Treppenhauses eingerollt und magaziniert.
Am 1. Juni 1882 wurde Schobelt Lehrer der Kunstschule in Breslau. In diesem Lehramt wurde er später zum Professor ernannt. Einer seiner Schüler war Adolf Münzer.